# بادن 9 كروزر (طابع)
خطأ طابع بادن 9 كروزر (بالألمانية: Baden-Fehldruck 9 Kreuzer) هو خطأ في طابع بريد طبعتهُ ولاية بادن الألمانية التاريخية في عام 1851.
صدرت أول طوابع بريدية في بادن في الأول من مايو عام 1851. كان طابع "9 كروزر جرين" خطأً مطبعيًا في لون فئة 9 كروزر، حيث طُبع باللون الأخضر بدلًا من الوردي. كان اللون الأخضر مخصصًا لفئة 6 كروزر، ولكن يبدو أن أوراق الطباعة لم تكن متطابقة. لا يُعرف سوى ثلاث نسخ ملغاة ونسخة واحدة غير مستعملة بسبب هذا الخطأ، ولكن ربما طُبعت أوراق أخرى. تحمل عمليات الإلغاء المسجلة الأرقام "4" لأخرن، و"41" لإيتنهايم، و"106" لأورشفاير (مالبيرج حاليًا). نسختان معروفتان مطبوعتان على غلاف رسالة.

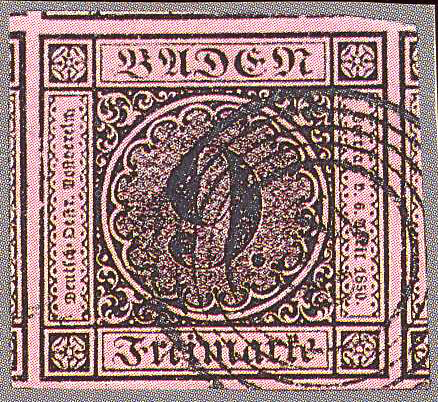
النسخة الصحيحة من الطابع باللون الوردي. سنة 1851

## نسخ الطابع النادرة
يُعد هذا الخطأ من أندر الأخطاء في تاريخ طوابع البريد في العالم. لم يُكتشف خطأ كروزر رقم 9 إلا بعد 44 عامًا من إصدار الطابع. كان هنالك رسالتان تحملان الطابع على الغلاف في البداية ضمن مجموعة البارون فون توركهايم.
- الغيت النسخة الأولى من الطابع في 20 يوليو 1851، في أورشفير؛ باع فون توركهايم هذه الرسالة إلى متحف الرايخ بوست الألماني. وهي اليوم واحدة من العناصر الرئيسية المعروضة في متحف البريد والاتصالات في برلين.

- الغيت النسخة الثانية من الطابع في 25 أغسطس 1851، في إيتنهايم. وجدت هذه الرسالة طريقها إلى مجموعة فيليب فون فيراري، التي بيعت بالمزاد العلني في عشرينيات القرن العشرين. اشتراها ألفريد ماير ثم بيعت بعد ذلك من خلال إدوارد ستيرن من شركة إيكونوميست ستامب إلى ألفريد كاسباري. في عام 1956، اشتراها جون ر. بوكر، الذي باعها في عام 1985 بسعر باهظ قدره 2,645,000 مارك ألماني، وهو أعلى سعر تم دفعه على الإطلاق مقابل طابع بريدي واحد في ذلك الوقت.

- النسخة الثالثة موجودة على قطعة والغيت في آخرن. في عام 1908، بيعت بالمزاد العلني بواسطة جيلبرت وكوخ. في عام 1919، بيعت إلى تيودور شامبيون، وهو تاجر طوابع باريسي. ظهرت النسخة الوحيدة غير المستخدمة، والتي كانت شبه مكتملة، لأول مرة في عام 1919، عندما بيعت في برلين إلى كارل يوليوس تروبسباخ من كمنيتس.[2] يُعتقد أن اللون قد صار فاتحاً نتيجة تلف حراري خلال الحرب العالمية الثانية. بعد الحرب، باعها تروبسباخ إلى تاجر ألماني. في عام 1991، بيعت لأول مرة في مزاد علني من قِبل ديفيد فيلدمان، وفي عام 1997، بيعت مرة أخرى مقابل 603750 دولارًا أمريكيًا. في 3 أبريل 2008، بيعت مرة أخرى في مزاد علني من قِبل ديفيد فيلدمان مقابل 1314500 يورو.[3]

التفسير المعتاد لحدوث هذا الخطأ هو أن لوحة الطباعة انقلبت عن طريق الخطأ؛ إلا أن هذه النظرية لا يمكن أن تكون صحيحة لأن الطابع أُنتج في طباعة واحدة. يجب افتراض أن الطابع استخدم عن غير قصد اللوحة الخطأ للورق الأخضر: فبدلاً من "9" قرأ "6".

## روابط خارجية
- Fragwürdiger Baden-Fehldruck (In German) link from "Fragwürdiger Baden-Fehldruck". Phila-kompass.de. مؤرشف من الأصل في 2012-02-10. اطلع عليه بتاريخ 2010-12-16. (original source: Wolfgang Maassen: Echt oder falsch?, Schwalmtal 2003, pp. 198–206)